# 阿爾韋耶山
47°07′47.6″N 09°23′47.7″E / 47.129889°N 9.396583°E

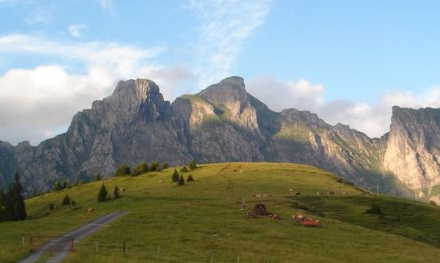

阿爾韋耶山（Alvier, Schweiz），是瑞士的山峰，位於該國東北部，由聖加侖州負責管轄，屬於阿彭策爾阿爾卑斯山脈的一部分，海拔高度2,343米，每年平均降雨量1,954毫米。